# باتي بوريسوف

الشعار السابق

نادي باتي بوريسوف لكرة القدم (بالبيلاروسية: Футбольный клуб БАТЭ) وهو نادي كرة قدم من بيلاروس. تأسس سنة 1973، وكانت الانطلاقة الرسمية للنادي بعد الاستقلال والانفصال عن الاتحاد السوفيتي عام 1996.

## المشاركات في الدوري
- حصل على المزكز الثاني بين الأندية البيلاروسية
- 1998 حصل على المزكز الثاني بين الاندية البيلاروسية
- 1999 بطل بيلاروسيا لأول مرة
- 2000 وصيف بطل بيلاروسيا
- 2001 ثالث الدوري
- 2002 بطل بيلاروسيا
- 2003 وصيف الدوري
- 2004 وصيف بطل بيلاروسيا
- 2006 حقق الدوري

## الانجازات على مستوى بطولة كأس بيلاروسيا
- 2001 وصل لنهائي
- 2004-2005 وصل لنهائي كأس بيلاروسيا
- 2005-2006 حقق لقب بطولة الكأس

## بطولة أوروبية
- 2001 حاول الفريق التأهل لدوري الأبطال وخرج من التصفيات
- 2004 تكرر نفس الحال.

وبشكل عام المساهمات للوصول للويفا كاب لم تنجح.
- 1999-2000 خرج من التصفيات على يد لكوموتيف موسكو الروسي
- 2000-2001 تعدى الدور الأول للتصفيات وخرج بالدور الثاني على يد هلسنبورغ السويدي
- 2001-2002 تعدى الدور الأول على حساب نادي جورجي وخرج من الدور الثاني للتصفيات من ميلان الإيطالي
- 2002-2003 كان الإنجاز بالتأهل من الدور الأول على حساب نادي دنماركي ثم أخرج ميونخ وخرج من بولونيا الإيطالي بالدور الأخير

لتحقيق حلمه بكأس الاتحاد الأوروبي
- 2003-2004 خرج من الدور التأهيلي الأول 2004-2005 تكرر نفس الأمر و2005-2006 خرج من الدور الثاني
- 2006-2007 خرج من الدور التأهيلي الثاني من نادي روبن كازان الروسي.

ليكون الحلم بعيد إلى هذه اللحظة على نادي أف سي باتي بوريسوف للوصول لبطولة أوروبية.

## ملعب الفريق
اسم الملعب: البلدي
سعته: 5500
تكلفة التذاكر 2000-4360 روبل

## تشكيلة الفريق
| الاعب                      | المركز |
| -------------------------- | ------ |
| سيرغي فيرمكو بيلاروس       | حارس   |
| الكسندر يرماكوفيتش بيلاروس | دفاع   |
| أنري كاخوش بيلاروس         | دفاع   |
| ايغور شيتوف بيلاروس        | دفاع   |
| سيرجي سوسنوفسكي بيلاروس    | دفاع   |
| الكسندر فولودكو بيلاروس    | وسط    |
| ديمتري ليهتاروفيش بيلاروس  | وسط    |
| ديمتري بلاتونوف بيلاروس    | وسط    |
| ايغور ستاسيفيش بيلاروس     | وسط    |
| مكسيم بورداشوف بيلاروس     | وسط    |
| بافل نيهايسيك بيلاروس      | وسط    |
| غينادي بليزنيوك بيلاروس    | هجوم   |
| سيرغي كريفيتس بيلاروس      | هجوم   |
| فيتالي كازينتسيف بيلاروس   | هجوم   |
| فيتالي روديونوف بيلاروس    | هجوم   |

المدرب: